# Сенига
Сенига је насеље у Италији у округу Бреша, региону Ломбардија.
Према процени из 2011. у насељу је живело 1234 становника. Насеље се налази на надморској висини од 46 м.

## Становништво
Према резултатима пописа становништва 2011. у општини је живело 1.581 становника.
| 1951. | 1961. | 1971. | 1981. | 1991. | 2001. | 2011. |
| ----- | ----- | ----- | ----- | ----- | ----- | ----- |
| 2.599 | 2.046 | 1.891 | 1.682 | 1.579 | 1.573 | 1.581 |